# The Asylum
The Asylum este un studio de film american și distribuitor care se concentrează pe producerea de filme cu buget redus, de obicei, producții direct-pe-video . Studioul este cel mai bine cunoscut pentru producerea de titluri asemănătoare unor producții cu buget mare ale altor studiouri. Aceste titluri au fost poreclite mockbusters.